# BBC Helios Zottegem
BBC Helios Zottegem is een Belgische basketbalclub uit de Oost-Vlaamse stad Zottegem. De club is aangesloten bij de Vlaamse Basketballiga met stamnummer 736, en heeft blauw en geel als clubkleuren. Momenteel speelt de ploeg in Tweede landelijke heren. Na de verkoop van sportzaal Helios in 2023 verhuisde de club naar de sporthal van Koninklijk Atheneum Zottegem; wedstrijden worden sindsdien gespeeld in de Bevegemse Vijvers.

## Geschiedenis
Helios werd gesticht in 2002 door een fusie van basketbalclub Juventus Zottegem en Patro Velzeke.

## Ploegen
Op dit moment telt deze basketbalclub 4 seniors herenteams en 16 jeugdploegen.